# Свободни (град)
Вижте пояснителната страница за други значения на Свободни.
Свободни (на руски: Свободный) е град в Амурска област, Русия, разположен на брега на река Зея, около 160 km северно от Благовешченск. Административен център е на район Свободни. Към 2023 г. населението му е 48 789 души.

## История
Основан е като град през 1912 г. във връзка със строежа на Байкало-Амурската магистрала – обходна линия на Транссибирската магистрала. До 1917 г. селището се е казвало Алексеевск, в чест на принц Алексей. По-късно, по времето на сталинизма тук оперира един от най-големите ГУЛАГ – Бамлаг (Байкало-Амурски изправително-трудов лагер). Лагерът е имал над 190 000 затворници през 1935 г. До разпадането на СССР градът има население от над 80 000 души. В близост до града в периода 1996 – 2007 г. работи космодрума Свободни.
Тук през 1923 г. е роден руският режисьор Леонид Гайдай.

## Икономика
Промишлеността на града се основава на машиностроенето и производството на строителни материали. През 2015 г. започва строителството на газопреработващ завод, за който се планира да е най-големият завод за хелий в света.
Свободни е важен транспортен възел и разполага с летище, две жп гари на Транссибирската магистрала и речно пристанище на река Зея.